# Citrus wintersii
Citrus wintersii är en vinruteväxtart som beskrevs av D. J. Mabberley. Citrus wintersii ingår i släktet citrusar, och familjen vinruteväxter. Inga underarter finns listade i Catalogue of Life.